# Javier Valdez
Javier Arturo Valdez Cárdenas (Culiacán, Sinaloa, 14 de abril de 1967-ibíd., 15 de mayo de 2017), conocido como Javier Valdez, fue un periodista mexicano que recibió varios premios internacionales por sus escritos sobre el narcotráfico y sobre el crimen organizado en México y que fue asesinado en el ejercicio de su profesión.

## Biografía
Estudió sociología en la Universidad Autónoma de Sinaloa. Fue reportero de los noticieros televisivos del Canal 3, a principios de los años 1990, en Culiacán.
Ingresó al periódico Noroeste y desde 1998 fue corresponsal de La Jornada. Fue reportero fundador del semanario Riodoce, publicación que sin pretenderlo se ha especializado en cobertura del narcotráfico. Algunas de sus crónicas han sido publicadas en las revistas Proceso, Gatopardo y Emeequis.
Es autor del libro De Azoteas y Olvidos, crónicas del asfalto, editado por el Ayuntamiento de Culiacán, en 2006. Además, es autor de los libros Miss Narco, editado por Aguilar, del grupo Santillana, que contiene reportajes de mujeres en el narco, y Malayerba, de editorial Jus, que reúne crónicas publicadas en Ríodoce, y fue prologado por Carlos Monsiváis. 
En septiembre de 2009, Ríodoce publicó una serie sobre el narcotráfico titulado Hitman: La confesión de un asesino en Ciudad Juárez. Una mañana, unos pocos días después de la conclusión de la serie, una granada fue lanzada en el despacho Ríodoce, dañando el edificio, pero sin causar heridos. Los atacantes nunca fueron identificados.
En 2011 salió su libro de crónicas y reportajes de niños y jóvenes en el narcotráfico, Los Morros del Narco, y en septiembre de 2012 apareció su libro Levantones, desaparecidos y víctimas del narco, ambos de editorial Aguilar.
En noviembre de 2013, Valdez y el equipo de Ríodoce recibieron el premio PEN Club a la excelencia editorial.
Colaboró en el blog Nuestra Aparente Rendición, que dirige Lolita Bosch. 
En febrero de 2014 publicó Con una Granada en la Boca, con historias sobre el trauma de vivir en un país violento. En 2015 colaboró como asesor periodístico en la serie de televisión Señorita Pólvora, que se transmite en el canal TNT, para la empresa colombiana Teleset, producida por Sony. En julio se publicó el libro Huérfanos del Narco, editado por Aguilar, en el que aborda historias de niños y viudas de personas desaparecidas o ejecutadas: periodistas, empresarios, policías y madres de familia.
Su último libro, Narcoperiodismo, editado por Aguilar, fue publicado en septiembre de 2016. En esta publicación, periodistas mexicanos explican sus sentimientos al cubrir la información relacionada con la delincuencia organizada.

## Premios y reconocimientos
Obtuvo el Premio Sinaloa de Periodismo por trabajos en la sección cultural del noticiero televisivo del Canal 3.
Con su libro Miss Narco, Valdez Cárdenas fue finalista del premio Rodolfo Walsh en la Semana Negra de Gijón, España, en el 2010.
En octubre de 2011, el Comité para la Protección de Periodistas (CPJ) le otorgó en Nueva York el Premio Internacional a la Libertad de Prensa en 2011, «por su valiente cobertura del narco y ponerles nombre y rostro a las víctimas». 
En el mismo año, los administradores de la Universidad de Columbia otorgaron a Ríodoce el Premio María Moors Cabot que contribuye al «entendimiento interamericano». 
La revista Quién en el 2012, lo incluyó en el reconocimiento anual «Los 50 Personajes que Mueven a México».

## Premio con su nombre
El 7 de febrero de 2018 en la Ciudad de México se abrió, por primera vez, la convocatoria al concurso de periodismo, el cual lleva el nombre del periodista asesinado. Premio de Periodismo Javier Valdez Cárdenas fue el nombre elegido para conmemorar el trabajo periodístico que llevó a cabo durante su trayectoria Valdez Cárdenas. Fue lanzada por la editorial Aguilar, quienes buscaron a periodistas y reporteros mexicanos, o residentes en México, que realizaran un trabajo similar al de Javier Valdez. Se enfocó en investigaciones que atiendan temas y problemáticas nacionales, sobre todo en temas que el periodista trataba a profundidad como el narcotráfico, abusos política, víctimas de violencia y demás asuntos relacionados con la violencia del país. 
Los ganadores de su primera edición se dieron a conocer el 15 de mayo de 2018:
- Cadena de mando, realizada por Daniela Rea y Pablo Ferreti, que laboran el medio de comunicación Periodistas de a pie.

La investigación ganadora expone la violencia que las Fuerzas Armadas han cometido durante los últimos 10 años en contra de la sociedad civil. Además de un apoyo económico, la investigación será publicada en un libro que deberá estar listo en 2019 para su publicación.

## Publicaciones
- De azoteas y olvidos: crónicas del asfalto, 2006.
- Malayerba, 2010.
- Miss Narco: belleza, poder y violencia : historias reales de mujeres en el narcotráfico mexicano, 2009.
- Los morros del narco: historias reales de niños y jóvenes en el narcotráfico mexicano, 2011.
- Levantones: historias reales de desaparecidos y víctimas del narco, 2012.
- Con una granada en la boca: heridas de la guerra del narcotráfico en México, 2014.
- Huérfanos del narco: los olvidados de la guerra del narcotráfico, 2015.
- Narcoperiodismo: La prensa en medio del crimen y la denuncia, 2016.[17][18][19][20]
- Periodismo escrito con sangre, editorial Aguilar 2017

## Asesinato

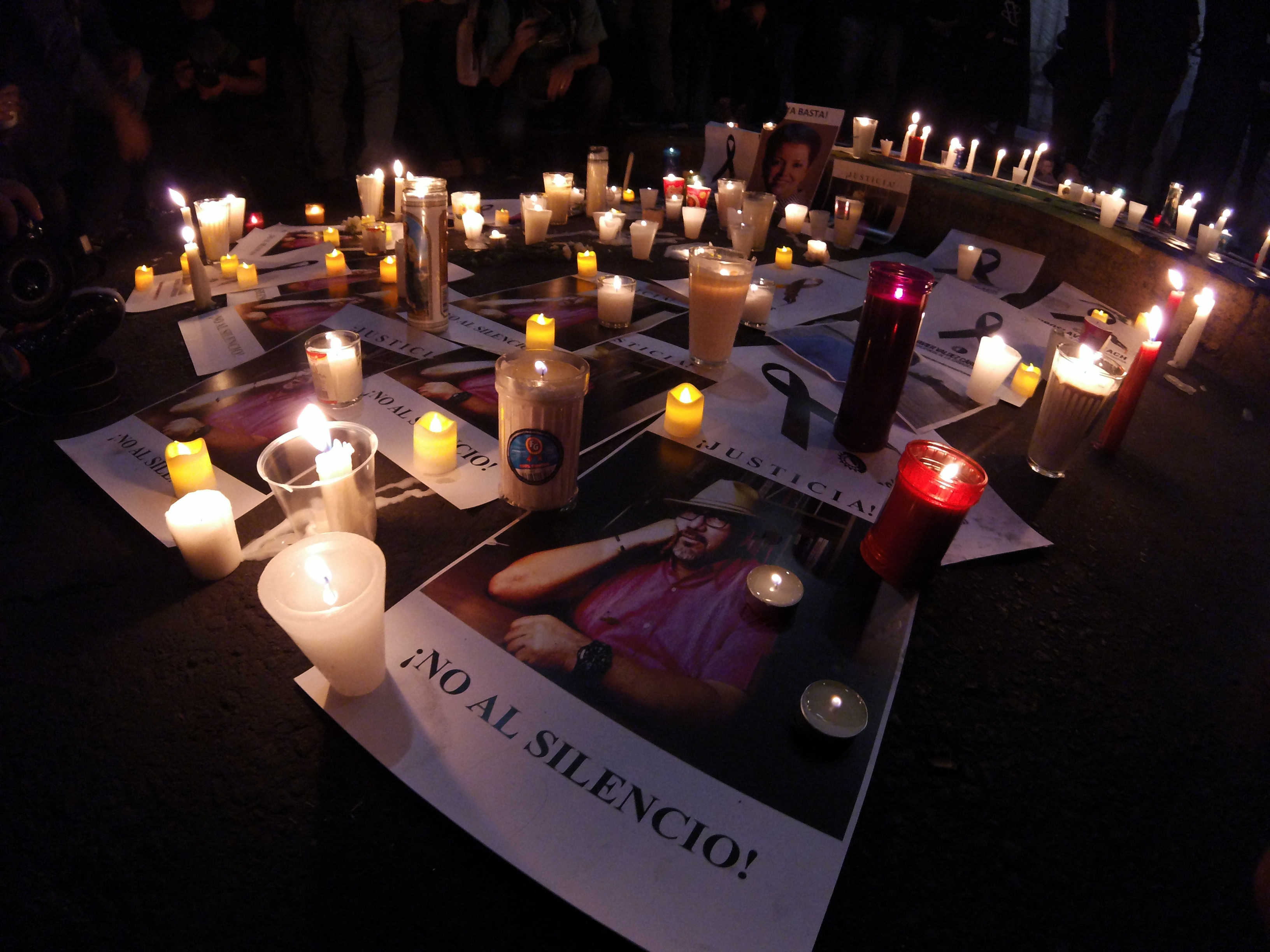
Protesta en contra del asesinato de Javier Valdez fuera de las oficinas de la Secretaría de Gobernación en la Ciudad de México

Valdez fue asesinado el 15 de mayo de 2017 en la colonia Jorge Almada de su ciudad natal, al dirigirse a Ríodoce. Su cuerpo, tendido a pocos metros de las oficinas, en la calle Riva Palacio, presentaba impactos de bala en la cabeza y cuerpo.
Con su muerte, sumaban seis asesinatos de periodistas en México durante el 2017, lo que detonó protestas en redes sociales, así como en diversos medios que se sumaron a la campaña #Undíasinperiódicos, entre los cuales están Nexos, Animal Político, Lado B, Luces de Siglo, Tercera Vía, Horizontal, El Siglo de Durango, Vice, entre otros.
El 23 de abril de 2018 el secretario de Gobernación, Alfonso Navarrete Prida, anunció la detención del presunto responsable del homicidio.
En enero de 2019, durante el juicio de Joaquín Guzmán Loera alias “El Chapo”, Dámaso López declaró que Valdez fue asesinado por los hijos del Chapo, por haber publicado una entrevista realizada a Dámaso.
El 27 de febrero de 2020, Heriberto P, El Koala, uno de los autores materiales, se declaró culpable del asesinato, por lo que le dieron sentencia de 14 años. El otro imputado, Juan Francisco P. «El Quillo», no aceptó el cargo, y su juicio inició el martes, 4 de mayo del 2021; concluyendo el 17 de junio de 2021, y en el cual se determinó su culpabilidad. Aunque la fiscalía había solicitado una pena de 50 años, el juez Noé Egure Yáñez sentenció a Juan Francisco P. «El Quillo» a 32 años de prisión y al pago de una indemnización.